# Йовичич, Бранко
Бра́нко Йо́вичич (серб. Бранко Јовичић; 18 марта 1993, Чачак) — сербский футболист, полузащитник клуба ЛАСК.

## Карьера

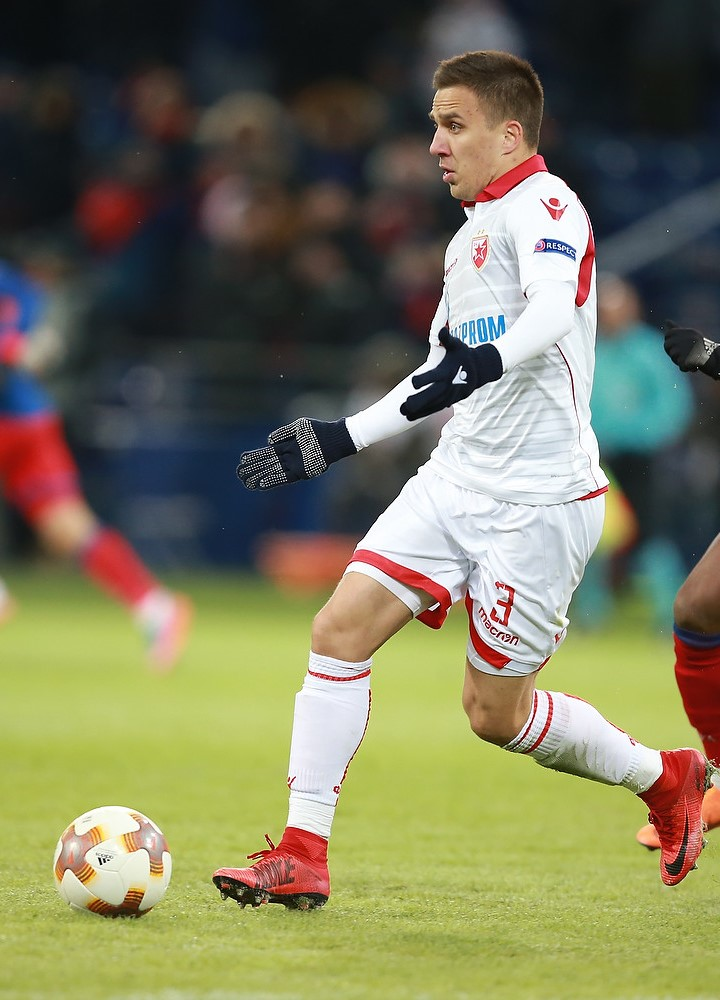
Йовичич в составе «Црвены Звезды»

Бранко Йовичич выступал за молодёжную и основную команды «Борац» из сербского города Чачак. Правами на футболиста владел австрийский ЛАСК. Взрослую футбольную карьеру начал в 2012 году в основной команде того же клуба, в которой провёл два сезона, приняв участие в 47 матчах второго по уровню дивизиона Сербии. При этом в сезоне 2013/14 Йовичич был самым молодым капитаном в истории клуба и помог ему занять второе место и выйти в Суперлигу.
Йовичич провёл с «Амкаром» предсезонные сборы в Австрии, а 2 сентября 2014 года подписал с пермским клубом профессиональный контракт. В своём дебютном сезоне Йовичич сыграл 21 матч за «Амкар» и забил три гола, после чего в июле 2015 года подписал новый контракт с клубом ещё на три года.
Летом 2017 года, за год до истечения контракта с «Амкаром», подписал трёхлетний контракт с «Црвеной Звездой». В её составе в первом же сезоне выиграл чемпионат Сербии.
2 сентября 2020 года он подписал контракт с «Уралом».
11 октября 2018 года Йовичич дебютировал в официальных играх в составе национальной сборной Сербии в матче Лиги наций УЕФА 2018/19 против Черногории.

## Достижения
«Црвена Звезда»
- Чемпион Сербии (3): 2017/18, 2018/19, 2019/20